# Het Zeggelt
Het Zeggelt is een kleine stadswijk in Enschede, onmiddellijk benoorden het stadscentrum, begrensd door de Nieuwe Schoolweg, de Blijdensteinlaan, de Lasondersingel en de Oldenzaalsestraat. In de eerste helft van de twintigste eeuw bezat een boer (Herman Zeggelt) alhier een boerderij met weidegrond te midden van de ras groeiende stad. Erve het Zeggelt strekte zich vroeger aan weerszijden van de Oldenzaalsestraat uit tot buiten de oude stad. Oorspronkelijk lag de boerderij erve Zeggelt aan de oostkant van de Oldenzaalsestraat. Deze boerderij kwam in 1872 in het bezit van textielfabrikant Blijdenstein en Co. Deze bouwde daar aan de huidige Oosterstraat in 1875 een stoomweverij.
Aan de westzijde van de weg naar Oldenzaal was inmiddels een nieuwe, boerderij gebouwd, evenals de oude een 'Los hoes'. Later is hier het voorname boerenhuis van het erve Zeggelt ontstaan. Het lag ongeveer achter de door Herman van Heek gebouwde witte villa aan de Oldenzaalsestraat. Op dit terrein lag ook een lös-hoes boerderij met kruidentuin met de naam Kroedhöfte, een eldorado voor kunstschilders. Op de plaats waar een herberg stond, werd in 1894 de Sint Jozefkerk met pastoorswoning gebouwd. De kerk is ontworpen in neogotische stijl door de Amsterdamse architect Jos Cuypers. De kerk kreeg in de oorlog een voltreffer die een groot deel van het schip verwoestte. Boer Zeggelt liet Villa 't Zeggelt in 1911/1912 bouwen. De Zeggelts waren erg rijk. Op het moment dat voor hun oude, sobere huis een in hun ogen lelijke bebouwing verrees besloten zij tot de bouw van een pand dat paste bij hun stand. Deze villa 't Zeggelt is ontworpen in neoclassicistische stijl. Boer Zeggelt woonde er met zijn vrouw, een kind (een ander was recent gestorven) en vanzelfsprekend het personeel. Na zijn vertrek is er, grotendeels direct na de Tweede Wereldoorlog een rustige en ruim opgezette woonwijk ontwikkeld.
In een huis aan de Nieuwe Schoolweg verschanste zich aan het eind van de Tweede Wereldoorlog korte tijd de redactie van Het Parool, met Carel Enkelaar. In de wijk staat de tot appartementencomplex omgebouwde oude Enschedese vestiging van de Keuringsdienst van Waren. Tijdens de vuurwerkramp van 13 mei 2000 werd de wijk grotendeels geëvacueerd. De schade viel er echter in het niet bij die van andere wijken.
Op 31 januari 2005 is voor de behartiging van bewoners- en middenstandsbelangen samen met de wijk Het Lasonder een wijkraad in stichtingsvorm opgericht.